# Castelul Sigmaringen

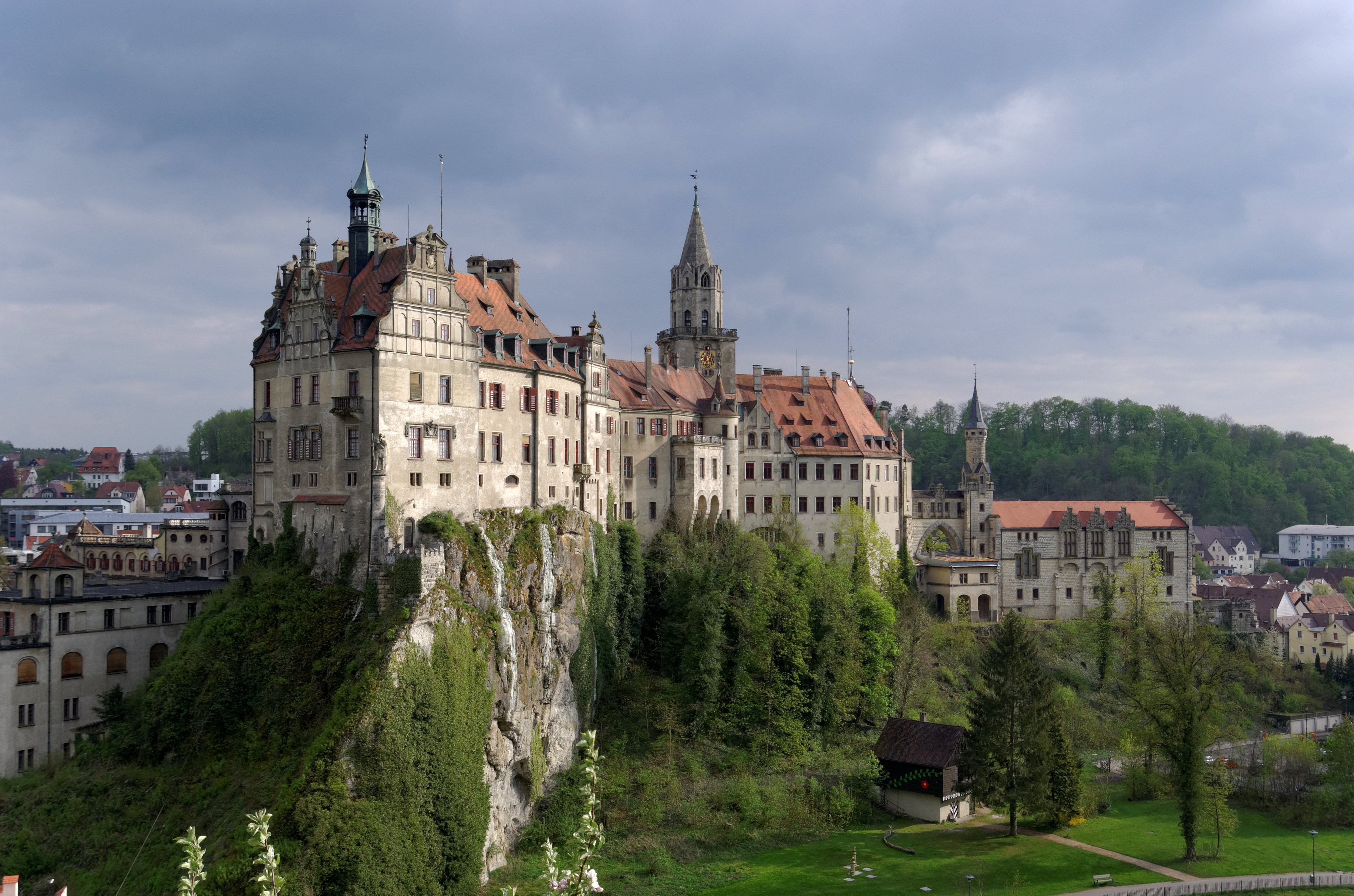
Castelul Sigmaringen

Castelul Sigmaringen (germană Schloss Sigmaringen) a fost un castel princiar și reședința prinților de Hohenzollern-Sigmaringen. Situat în Jura Șvabă, regiunea Baden-Württemberg, Germania, castelul domină orizontul orașului Sigmaringen. În urma unui incediu din 1893 din care au rămas numai turnurile cetății medievale, castelul a fost reconstruit. Schloss Sigmaringen este domeniul familiei șvabe Hohenzollern, o ramură a Casei de Hohenzollern din care provin regii și împărații Prusiei.  În timpul lunilor de închieiere al celui de-Al Doilea Război Mondial, Schloss Sigmaringen a fost pentru scurt timp sediul guvernului francez de la Vichy după ce Franța a fost eliberată de aliați. Castelul și muzeul pot fi vizitate pe tot parcursul anului.

## Amplasare
Sigmaringen este situat pe marginea sudică de Jura Șvabă, o regiune platou în sudul Baden-Württemberg. Castelul Hohenzollern a fost construit sub valea îngustă a Dunării, în parcul natural modern Dunărea Superioară (germană: Naturpark Obere Donau). Castelul se ridică deasupra Dunării pe o proiecție de cretă înaltă, care este un impuls al formării munților Jura. Dealul este cunoscut doar ca Schlossberg sau Muntele/Piatra Castelului. Schlossberg este de aproximativ 200 de metri lungime și până la 35 de metri deasupra râului. Pe această stâncă proeminentă, castelul domnesc Hohenzollern este cel mai mare dintre castelele din valea Dunării. Stâncile abrupte și laturile abrupte ale turnului au oferit un loc potrivit pentru un castel medieval bine protejat.